# Manifestazioni contro le misure vaccinali del 2021

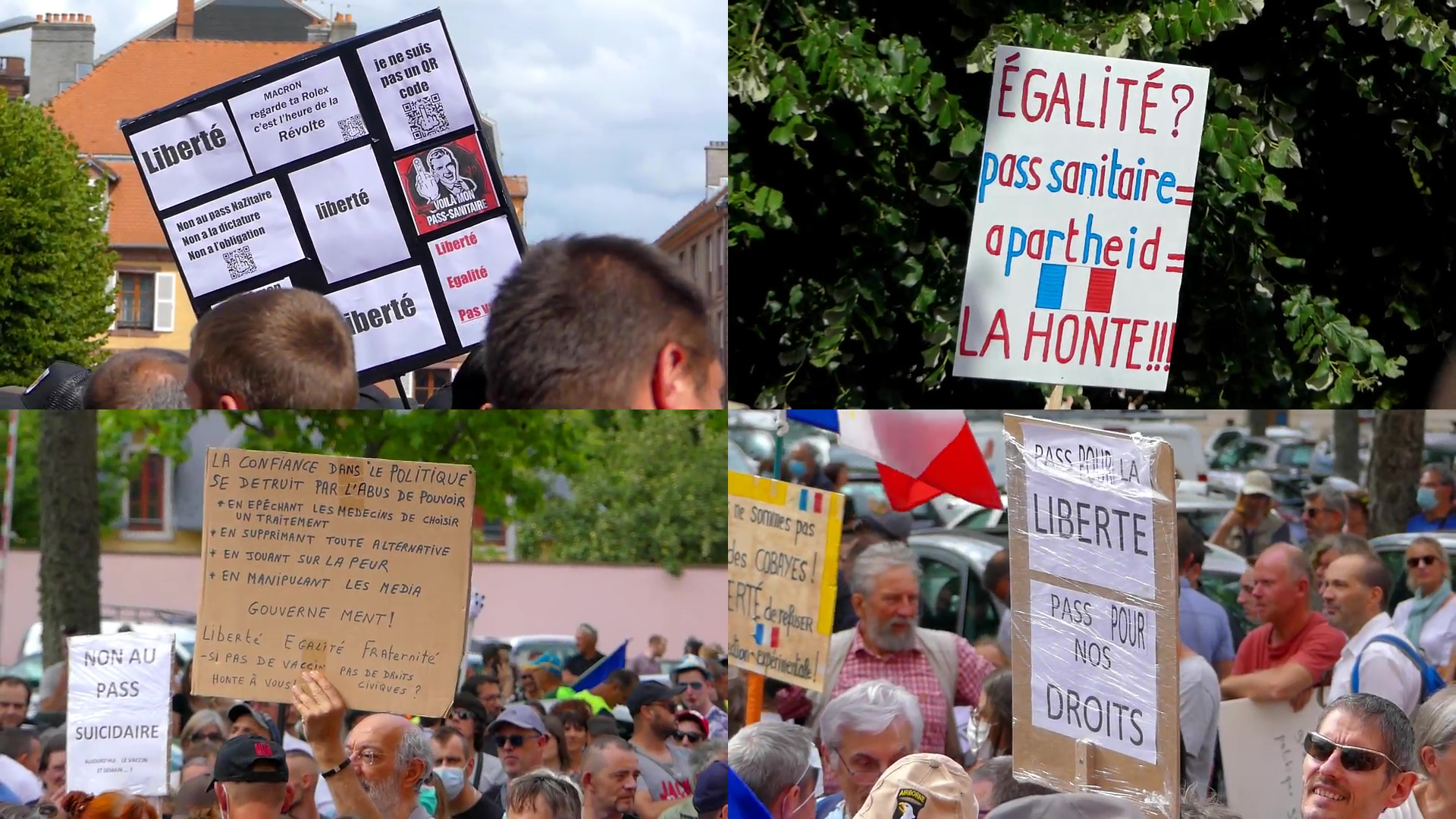
Manifestazione a Belfort, 31 luglio 2021

Le proteste contro le misure vaccinali del 2021 in diversi paesi del mondo criticano le politiche sui vaccini contro il Covid-19 che distribuiscono diversi miliardi di dosi di vaccino. Le ragioni delle manifestazioni possono essere diverse. Le richieste vanno dalle posizioni scettiche sul vaccino e persino sul Covid, alle proteste contro i programmi di vaccinazione e le misure riguardanti i cosiddetti lasciapassare sanitari "pass sanitari", coinvolgendo gran parte delle popolazioni nazionali, ma anche quelle del passaporto sanitario a livello internazionale. A volte le affermazioni criticano le attuali politiche sui vaccini nel tentativo di richiederne di migliori.

## Contesto
L'UE vuole vaccini sicuri disponibili e ha promesso più di 3 miliardi di euro a COVAX, l'iniziativa globale per garantire un accesso equo ai vaccini COVID-19, e quattro vaccini sono stati autorizzati nell'Unione europea nel contesto della commercializzazione condizionale di medicinali definiti dal Regolamento (CE) n. 507/2006 del 29 marzo 2006.
Il 13 ottobre 2021, nello Spazio economico europeo, 437 509 564 dei 591 728 344 certificati digitali erano relativi a vaccinazione, con una percentuale che interessava una certa maggioranza della popolazione.
La vaccinazione contro il Covid-19, come la vaccinazione, però, dà luogo a un ampio spettro di comportamenti individuali. Questi comportamenti individuali vanno dall'esitazione di fronte a un nuovo vaccino, all'accettazione della vaccinazione, o all'attesa di una vaccinazione obbligatoria. Tra questi due estremi, la resistenza alla vaccinazione può essere più o meno forte. Si parla ufficialmente di esitazione vaccinale.
I comportamenti individuali legati al rifiuto delle politiche vaccinali o allo scetticismo sull'atto vaccinale possono alimentare la protesta sociale.

## Germania
Migliaia di persone hanno marciato per le strade di Berlino domenica 29 agosto 2021 in una seconda giornata di proteste non autorizzate contro vaccini e restrizioni volte ad arginare una quarta ondata di pandemia. Decine di poliziotti in tenuta antisommossa hanno tentato di controllare la marcia attraverso le strade residenziali di Berlino Est. La polizia di Berlino ha dichiarato su Twitter di aver arrestato circa 80 persone durante la protesta, concentrandosi su coloro che erano violenti o invocavano violazioni delle normative sul coronavirus. Il sabato precedente, la polizia aveva arrestato più di 100 persone in una manifestazione simile, dopo che i manifestanti avevano cercato di passare attraverso le barricate nel quartiere governativo nel centro di Berlino.
Alle grida di "non toccate i nostri bambini", i manifestanti hanno brandito striscioni denunciando quello che chiamano gli "esclusi dalla vaccinazione", mentre parti della Germania prevedono di imporre restrizioni più severe alle persone che non ricevono il vaccino contro il coronavirus.
Per incoraggiare più persone a vaccinarsi, il governo tedesco ha affermato che avrebbe smesso di offrire test gratuiti per il coronavirus dall'11 ottobre 2021, ad eccezione delle persone per le quali la vaccinazione non è raccomandata, come i bambini e le donne incinte.
Con una significativa minoranza di tedeschi scettica nei confronti della vaccinazione, il governo della città di Berlino è stato criticato per aver esortato gli adolescenti a vaccinarsi, il che è consentito alle persone di età superiore ai 12 anni.

## Australia
In Australia, da metà febbraio 2021 si sono svolte proteste contro le misure sui vaccini.
I raduni hanno avuto luogo in città come Melbourne, Sydney e Brisbane e sono stati in gran parte pacifici.
Tuttavia a Melbourne, alcuni manifestanti si sono scontrati con la polizia, che ha usato spray al peperoncino e ha effettuato diversi arresti.
Infatti, il 20 febbraio, centinaia di persone sono state viste al Fawkner Park di Melbourne manifestare contro il vaccino per il COVID-19, finché sono state accolte da una forte presenza della polizia.
I manifestanti vaccinati hanno marciato con cartelli con slogan come "l'immunità di gruppo dai vaccini è una truffa" e "il tuo corpo, la tua scelta".
Il 24 luglio, migliaia di persone sono scese per le strade di Sydney e di altre città australiane per protestare contro le restrizioni tra i crescenti casi di COVID-19, così come i passaporti vaccinali, e la polizia ha effettuato diversi arresti.
Il 18 settembre 2021, diverse manifestazioni a Melbourne, che "sta vivendo il suo sesto confinamento dall'inizio della pandemia", e Sydney diede luogo a scontri con la polizia e arresti. Le autorità di Melbourne decidono, il 21 settembre, di chiudere per due settimane i cantieri della città, a causa del rifiuto della vaccinazione obbligatoria da parte dei lavoratori che vi lavorano e "dopo le proteste contro nuove regole più severe", creando migliaia di lavoratori senza stipendio e provocando l'intensificarsi delle manifestazioni. La polizia ha sparato con proiettili di gomma e la sede del sindacato edilizio è stato sbarrato dai manifestanti.

## Austria
A seguito dell'annuncio di un nuovo confinamento per i non vaccinati e dell'obbligo di vaccinazione per il 1º febbraio 2022, il leader della FPÖ Herbert Kickl e alcuni agenti di polizia annunciano individualmente le loro intenzioni di manifestare sabato 20 novembre 2021 per contrastare, secondo loro, gli ostacoli ai diritti di movimento e scegliere o meno di essere vaccinati.

## Brasile
Decine di migliaia di brasiliani hanno manifestato in diverse città il 3 luglio 2021. Questa è la terza grande ondata di proteste nelle ultime settimane.
Su richiesta di un giudice della Corte suprema federale del Brasile, i pubblici ministeri il 2 luglio hanno aperto un'indagine sul coinvolgimento del presidente Jair Bolsonaro su una cospirazione per un vaccino. Il presidente è sotto esame per un accordo per l'acquisto di 20 milioni di dosi di un vaccino che non ha completato gli studi clinici o non è stato approvato dalle autorità di regolamentazione. È accusato di aver ignorato un avviso secondo cui la transazione conteneva alcune irregolarità.
Lo scandalo del vaccino è iniziato a scoppiare a giugno, quando i membri di una commissione congressuale istituita ad aprile hanno cominciato ad avere dubbi sui termini di un contratto da 316 milioni di dollari che il governo aveva fatto per acquistare 20 milioni di dollari di dosi del vaccino indiano contro il COVID-19, Covaxin.
L'acquisto è insolito in quanto il Brasile ha ignorato per mesi le ripetute offerte della Pfizer, che offriva milioni di dosi iniziali del suo vaccino. Anche l'approvazione frettolosa dell'accordo Covaxin è stata fonte di confusione, poiché il vaccino non aveva ancora completato gli studi clinici o non era stato autorizzato dall'autorità sanitaria brasiliana. Il suo prezzo di vendita è stato esponenzialmente superiore al prezzo annunciato dal produttore diversi mesi fa. Inoltre, la vendita era stata negoziata tramite un intermediario.

## Canada

Manifestazione contro le misure sanitarie in Québec, 8 maggio 2021

Il 1º maggio 2021, diverse migliaia di manifestanti si sono radunati vicino allo Stadio Olimpico di Montreal, molti dei quali vestiti di bianco, per protestare contro le misure draconiane messe in atto per frenare la diffusione del Covid-19.
I funzionari sanitari della città sono stati costretti a chiudere il sito di vaccinazione dello stadio dopo la protesta e dozzine di appuntamenti per la vaccinazione sono stati rinviati o spostati in altre cliniche.
Gli agenti di polizia di Montreal (SPVM) hanno distribuito più di una dozzina ma meno di cento multe all'inizio della marcia per aver violato l'obbligo di indossare una maschera e le misure di distanziamento.
Il 14 agosto 2021 a Montréal, diverse migliaia di persone hanno manifestato in piazza per protestare contro l'istituzione di un passaporto vaccinale per costringere coloro che vogliono mangiare in un ristorante, entrare in un bar, frequentare una palestra o partecipare a un festival per mostrare la prova della loro vaccinazione.
Diverse donne avevano dei manifesti "Il mio corpo, la mia scelta" sviando lo slogan emblematico dei movimenti femministi dopo il maggio 1968 delle attiviste per il diritto all'aborto negli Stati Uniti, chiamate "pro-choix".

## Cipro
Migliaia di persone si sono radunate davanti al palazzo presidenziale nella capitale di Cipro, Nicosia, per protestare contro il lasciapassare sanitario e ciò che vedono come una pressione per essere vaccinati contro il COVID-19, riportano i media locali.
I manifestanti si sono radunati in Piazza dei Diritti Umani di fronte al Palazzo Presidenziale il 18 luglio 2021. La protesta, organizzata da gruppi di social media, è stata pacifica, sebbene vi fosse la presenza della polizia, secondo il Cyprus Mail.
Secondo il quotidiano, i manifestanti hanno chiesto l'abolizione del pass sanitario, la fine dei test bisettimanali per i dipendenti non vaccinati e hanno chiesto una dichiarazione presidenziale che la vaccinazione contro il coronavirus non sarebbe stata obbligatoria. I manifestanti hanno anche chiesto un trattamento più rapido e più efficace per COVID-19 invece dei vaccini.

## Spagna
Circa 200 persone hanno marciato il 24 luglio 2021 per le strade del centro di Vigo scandendo vari slogan contro il "dittatura sanitaria".
"I bambini sono sacri" o "È un complotto di Bill Gates e Soros per controllarci" erano alcuni degli slogan visibili, sia nelle loro canzoni che nei loro striscioni.
In Spagna, questi raduni sono stati riprodotti a Madrid, Barcellona, San Sebastian, Gran Canaria, Santa Cruz de Tenerife, Palma, Santander, Siviglia e Valencia.

## Stati Uniti d'America
Centinaia di persone si sono radunate il 17 luglio 2021 sul marciapiede davanti all'ingresso principale dell'Henry Ford Hospital di West Bloomfield per protestare contro l'obbligo di vaccinazione COVID-19 imposto dal sistema sanitario ai dipendenti, agli imprenditori e ad altri.
L'Henry Ford Health System è diventato il primo sistema ospedaliero noto del Michigan a richiedere a tutti i suoi 33 000 dipendenti, oltre a studenti, volontari e appaltatori, di essere immunizzati entro il 10 settembre. Ciò include i dipendenti che lavorano in remoto.
La società ha fatto il suo annuncio a giugno e ha affermato che saranno prese in considerazione alcune esenzioni mediche e religiose, ma limitate alle persone che hanno avuto gravi reazioni allergiche alla prima dose o agli ingredienti del vaccino. Il settanta per cento dei dipendenti ha ricevuto le prime dosi del vaccino COVID-19.
Il Trinity Health ha fatto un annuncio simile l'8 luglio, affermando che avrebbe richiesto a tutti i suoi 117 000 impiegati in 22 stati, nonché agli appaltatori e ad altri che lavorano nei suoi ospedali e in altre strutture, di ricevere i vaccini COVID-19.
Centinaia di persone si sono radunate il 15 agosto vicino alla villa del sindaco di New York a Manhattan per protestare contro l'obbligo di vaccinazione per i dipendenti comunali e i luoghi coperti, due giorni prima della sua introduzione.

## Francia

### Eventi

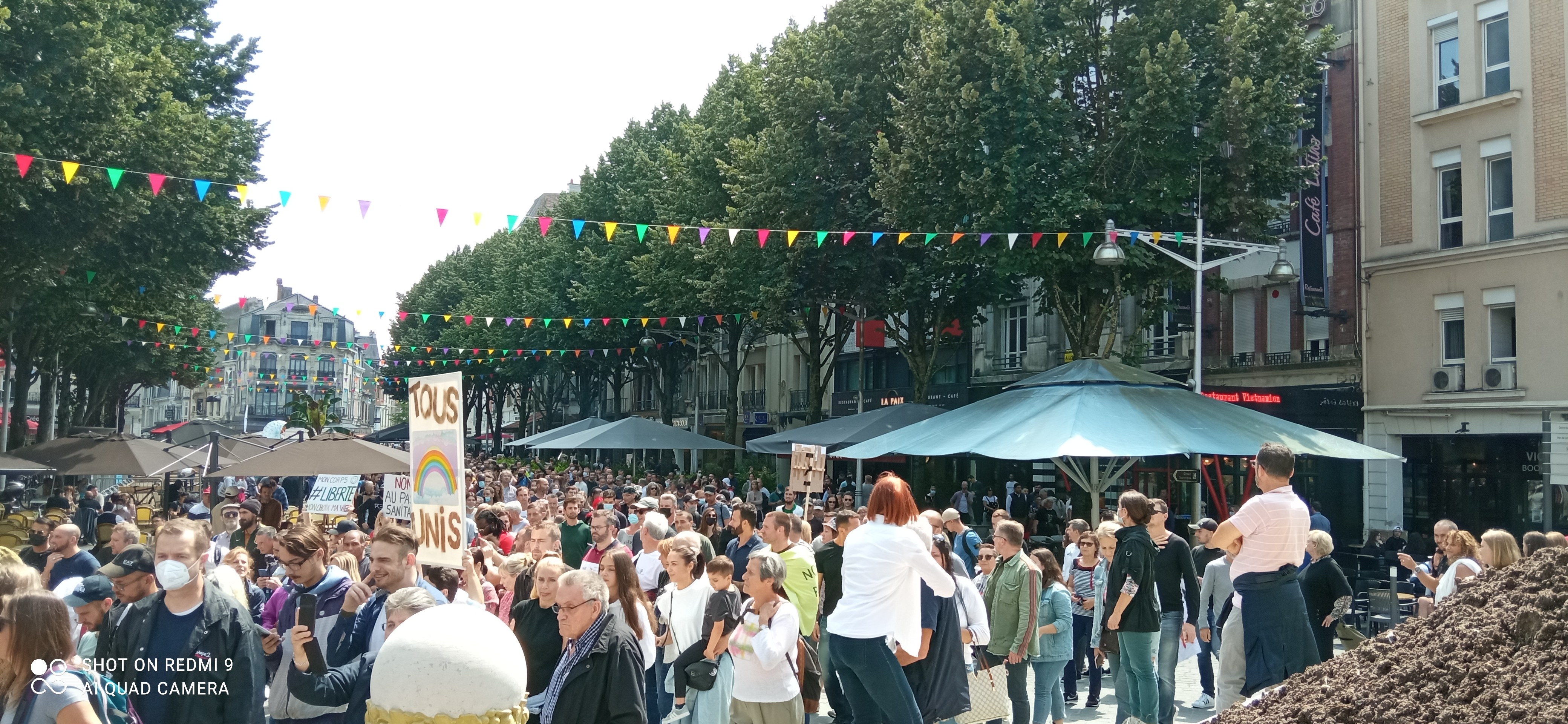
Dimostrazione del contro il pass sanitario a Reims, luglio 2021

Il 17 luglio 2021, più di 100 000 persone hanno manifestato nei comuni della Francia contro le misure nazionali che incoraggiano i cittadini a vaccinarsi per frenare la diffusione della variante delta del coronavirus. A Parigi, le marce di protesta hanno attraversato diverse parti della città. Dimostrazioni si sono svolte anche a Strasburgo, Lille, Montpellier e altrove.
Migliaia di persone hanno risposto alle chiamate per scendere in piazza da parte di Florian Philippot che ha annunciato che si sarebbe candidato alle elezioni presidenziali del 2022 . Riuniti vicino al Museo del Louvre, i manifestanti hanno cantato "Macron, vattene!", "Libertà", picchiettando cucchiai di metallo sulle pentole. Tra la folla, i gilet gialli arrabbiati per l'ingiustizia economica percepita, i sostenitori dell'estrema destra, il personale medico e i monarchici. Hanno denunciato la decisione presa il 12 luglio dal governo di rendere obbligatori i vaccini per tutti gli operatori sanitari e di esigere una "tessera sanitaria". Il governo Jean Castex sotto la presidenza di Emmanuel Macron aveva presentato un disegno di legge volto a sancire queste misure nella legge. Le rivendicazioni legate alla libertà individuale si affiancano all'opposizione alla "dittatura sanitaria". Un tema comune tra i manifestanti è l'opposizione all'obbligo di vaccinazione per il personale infermieristico, previsto dalla nuova legge.
Il 24 luglio, le manifestazioni sono riprese e più di 160 000 persone hanno marciato secondo il ministero dell'Interno.
Il 31 luglio, più di 200 000 persone hanno marciato in Francia, di cui 15 000 a Parigi, dove 3 000 poliziotti, e in altre città tra cui Marsiglia, Rennes e Strasburgo, secondo il Ministero degli Interni francese.
Giovedì 5 agosto 2021, diverse centinaia di manifestanti si sono radunati vicino al Consiglio di Stato e al Consiglio costituzionale che convalida una modifica legislativa in cui l'estensione del pass sanitario ai caffè-ristoranti e ad alcuni centri commerciali nonché la vaccinazione obbligatoria per gli operatori sanitari.
Sabato 14 agosto, nuovi eventi organizzati in tante grandi e piccole città metropolitane su iniziativa di vari leader hanno riunito 215 000 persone contro i 237 000 della settimana precedente.
Sabato 21 agosto vengono organizzati altri eventi con 175 000 partecipanti.
L'11 settembre a Parigi, davanti al ministero della Salute, diverse centinaia di operatori sanitari e vigili del fuoco hanno protestato contro l'obbligo di vaccinazione per il personale sanitario che sarebbe entrato in vigore il 15 settembre.
Il 15 novembre è scoppiato in Guadalupa uno sciopero generale, innescato dalle misure riguardanti il libretto sanitario e l'obbligo di vaccinazione dei caregiver con barricate e posti di blocco, numerosi scontri con la polizia, i gendarmi, e altri incidenti.

### Sociologia dei manifestanti
Secondo il politologo Jérôme Fourquet, è un movimento senza un'organizzazione sindacale o un leader autoproclamato, alimentato da un clima di sfiducia nei confronti dei media e del governo, che riunisce persone provenienti da ambienti sociologici molto diversi. Sottolinea le somiglianze con il movimento dei gilet gialli.
Secondo Le Monde, le manifestazioni sono eclettiche, e fanno coesistere "gilet gialli", alcuni sindacati, organizzazioni di sinistra radicale e di estrema destra come l'organizzazione cristiana fondamentalista Civitas.
France Bleu cita anche la presenza di regionalisti occitani, mentre France Inter riporta uno studio della fondazione Jean Jaurès che stabilisce un parallelo tra la presenza della langue d'oc e il fatto che il sud è più resistente ai provvedimenti sanitari del governo parigino, "questo rifiuto di sottomettersi all'accentramento dello Stato e all'ordine repubblicano sarebbe accompagnato dal desiderio di preservare una cultura locale".

Queste dimostrazioni sono organizzate dietro termini vaghi che agglomerano varie comunità, secondo il saggista Tristan Mendès-France. "C'è un'estrema eterogeneità di profili sociali, molte persone che pongono tutta una serie di lamentele che si accumulano", giudica anche il politologo Jean-Yves Camus, condirettore dell'Osservatorio delle radicalità politiche.
Secondo il New York Times, i manifestanti sono uniti nella sfiducia nei confronti dei media e del governo del presidente Emmanuel Macron, ma le somiglianze finiscono qui. Includono attivisti di estrema destra e di estrema sinistra, membri dei gilet gialli e teorici della cospirazione dei vaccini, nonché persone vaccinate che affermano che il passaporto sanitario è oppressivo e ingiusto. Includono anche famiglie arrabbiate per le nuove regole sanitarie che prevedono che solo gli studenti delle scuole medie e superiori non vaccinati vengano mandati a casa quando viene rilevata un'infezione da coronavirus nella loro classe mentre gli studenti vaccinati continuano la lezione.
Il sostegno a Didier Raoult è stato espresso attraverso cartelli e slogan.

### Devastazione, violenza
Nella città di Nancy, il 24 luglio 2021 dopo la manifestazione che ha riunito quasi 2.500 persone contro il tesseramento sanitario in città, è stato riscontrato la devastazione di una farmacia e del suo stand di screening anti-covid, la tenda che ospitava lo stand è stata rovesciata e la vetrina vandalizzata.
Le manifestazioni del 31 luglio 2021 in Martinica sono state teatro del saccheggio di un ipermercato, dell'incendio di un vaccinodromo e di una farmacia oltre a cinque veicoli, oltre ad altri danni, a Fort-de-France.
L'11 settembre una violenta rissa tra una ventina di individui e i membri del corteo di Tolosa.

### Effetto commerciale
A Rouen, i commercianti accusano le manifestazioni di abbassare il giro d'affari e chiedono di collocare la zona intra-boulevard del centro città in una zona sicura limitando qualsiasi manifestazione in questa zona.

### Reazioni del governo
Emmanuel Macron reagisce a queste manifestazioni proponendo di "rispondere a tutte le domande" In tema vaccinazioni e tessera sanitaria, dalla settimana del 2 agosto 2021, sui suoi account Instagram e TikTok. Si evoca un approccio pedagogico con i più giovani e reazioni a false dicerie. Il ministro della Salute Olivier Véran denuncia tra i manifestanti gli slogan "a volte estremamente dubbi, anche completamente sporchi", Sostiene che molti pazienti ricoverati presso il CHU di Fort-de-France sono giovani non vaccinati, a volte senza comorbidità,"era sano qualche giorno fa", ma "oggi è intubato in terapia intensiva" e conclude che i possibili dubbi sollevati da miliardi di esseri umani vaccinati nell'arco di diversi mesi consentono di essere vaccinati.

### Polemiche legate all'uso della stella gialla da parte dei manifestanti
Durante le proteste del 17 luglio contro le regole di vaccinazione del governo, alcuni manifestanti indossavano stelle gialle che ricordavano quelle che i nazisti costringevano gli ebrei a indossare nella seconda guerra mondiale. Altri manifestanti portavano cartelli che si riferivano al campo di sterminio di Auschwitz o al regime dell'apartheid in Sudafrica, sostenendo che il governo francese stava abusando ingiustamente delle misure anti-pandemia.
Il sopravvissuto all'Olocausto francese Joseph Szwarc si è espresso contro i manifestanti anti-vaccinazione che si paragonano agli ebrei perseguitati dalla Germania nazista durante l'Olocausto. Funzionari francesi e gruppi antirazzisti si sono uniti al 94enne per esprimere la loro indignazione.
Il portavoce del governo francese Gabriel Attal ha deplorato "paragoni assolutamente abietti" alle politiche di vaccinazione con le atrocità naziste, e ha esortato altri leader politici a parlare. Il premier Jean Castex afferma "saremo intrattabili" con quelli che "alludono alla stella gialla o all'Olocausto". Altre personalità di diversi partiti politici hanno espresso la loro indignazione come Clément Beaune, Renaud Muselier, Agnès Firmin-Le Bodo, Robert Ménard.

### Provocazione all'odio razziale
L'arresto di una donna di 34 anni è stato annunciato il 9 agosto da Gérald Darmanin per un cartello intitolato "Quale?" - un pronome interrogativo "dall'aspetto innocente" - sormontato da corna del diavolo, sfilando a Metz, un "contenuto chiaramente antisemita", accusando gli ebrei che "sarebbero una comunità malvagia e all'origine di tutti i nostri mali", Decripta Dominique Sopo, presidente di SOS razzismo. Il manifestante sarà processato per il reato di incitamento all'odio razziale mediante manifesti.
Questi segni si uniscono ai vari che hanno già fatto scandalo sugli assembramenti, mescolando stelle gialle, riferimenti al regime di Vichy o al nazismo. "Con tutti questi riferimenti, abbiamo un'illustrazione della specificità dell'antisemitismo", spiega lo storico Emmanuel Debono.
Altri segni dello stesso genere, con contenuto antisemita, si osservano nelle manifestazioni seguenti, nel mezzo di "una mancanza di reazione da parte di altri manifestanti", nota Dominique Sopo e Michel Wieviorka. Quest'ultimo sottolinea che non tutti i manifestanti sono antisemiti ma per Rudy Reichstadt, politologo e direttore di Conspiracy Watch, si tratta di minimizzare l'antisemitismo, e per altri banalizzarlo.

#### Accuse paradossali
Il sociologo Michel Wievioka spiega che "In questi eventi antivaccino e antipass, complottisti ostili al capo dello Stato..., Macron [e gli altri membri del governo, ndr] sono indicati sia come Hitler che come l'ebreo: è quello che ha lavorato per l'alta finanza, che noi designiamo come affiliato ai Rothschild... E allo stesso tempo, è lui che ha lo stesso comportamento di coloro che hanno attaccato gli ebrei durante la seconda guerra mondiale...; si può facilmente vedere un segno che suggerisce una cospirazione ebraica proveniente dall'alto come stelle gialle e svastiche che denunciano la "dittatura nazitaria". Il capo dello Stato è così "accusato di due cose totalmente contraddittorie", e questo è un "paradosso delirante".

### Critiche
I manifestanti hanno i loro detrattori, come la politologa Chloé Morin che critica una forma di dittatura delle minoranze promossa dal funzionamento dei media che dà loro un'eco sproporzionata, o il filosofo Raphaël Enthoven secondo il quale:
Laurent Berger, segretario generale della CFDT, descrive come "poco frequenti (...) tutti coloro che sono di estrema destra, che sono cospiratori, che sono antisemiti e che, alla fine, usano questo argomento per spingere le loro idee", e non vuole essere assimilato a questi manifestanti .

## Grecia
Dal 14 luglio 2021, migliaia di persone hanno protestato contro la vaccinazione obbligatoria e altre misure imposte dal governo greco per combattere la pandemia ad Atene, Salonicco e in altre città della Grecia.
Oltre alle circa 4.000 persone che si sono radunate davanti al parlamento greco ad Atene, la polizia ha detto che diverse centinaia di persone sono scese per le strade delle città di Salonicco, Giannina e Heraklion per lo stesso motivo.
Queste proteste seguono l'annuncio del governo greco che solo le persone vaccinate contro il Covid-19 potranno mangiare all'interno dei ristoranti ed entrare nelle istituzioni culturali.
I luoghi e gli spazi riservati alle persone vaccinate in Grecia saranno riservati a coloro che sono stati completamente vaccinati o che sono immunizzati dopo aver contratto il virus negli ultimi sei mesi.
Per accedere a questi luoghi, tutti devono inoltre essere in possesso del relativo certificato comprovante il proprio status. Il piano prevede anche posti "misti" nei locali dove possono accedere anche persone non vaccinate, purché presentino un test PCR negativo per il Covid.
Il 24 luglio 2021, la polizia greca ha usato gas lacrimogeni e cannoni ad acqua per disperdere le persone che si erano radunate nel centro di Atene per protestare contro le vaccinazioni obbligatorie.
Più di 4.000 persone si sono radunate fuori dal parlamento greco per la terza volta questo mese per opporsi alle vaccinazioni obbligatorie per alcuni lavoratori, come operatori sanitari e infermieri.

## Israele
Il 24 febbraio 2021, i manifestanti si sono radunati a Tel Aviv per protestare contro la vaccinazione forzata e il "passaporto verde"(Vedi Passaporto sanitario) che consente alle persone vaccinate e ai pazienti guariti da COVID-19 di partecipare a determinate attività, compresi i raduni di massa.
Migliaia di israeliani marciano per le strade di Tel Aviv il 7 agosto 2021 per protestare contro le nuove restrizioni del governo legate alla pandemia di coronavirus. Il termine "dittatura medica" viene evocato.
Il primo ministro Naftali Bennett ha lanciato quella che alcuni considerano una campagna di pubbliche relazioni troppo aggressiva per far cambiare idea al milione di israeliani che hanno scelto di non essere vaccinati. Il mese precedente Bennett era stato accusato di averli svergognati e da allora ha lasciato intendere che se Israele dovesse affrontare il confinamento nazionale durante le imminenti festività ebraiche, sarebbe a causa loro.

## Irlanda e Irlanda del Nord
Il 24 luglio 2021 si sono svolte a Dublino manifestazioni di protesta contro le restrizioni in vigore in Irlanda e la nuova normativa che consente la riapertura dei ristoranti.
Una grande folla si è radunata davanti alla Custom House a Dublino, quando le strade erano bloccate e il traffico paralizzato.
L'agenzia di stampa della PA stima che circa 1.500 persone si siano radunate dopo le 14. Molti erano lì per esprimere la loro opposizione ai vaccini, alle restrizioni in atto e al certificato digitale per il COVID — implementazione irlandese del passaporto sanitario – utilizzato nell'Unione europea in particolare per consentire alle persone vaccinate di viaggiare liberamente.
Questi certificati dovranno ora essere utilizzati anche dalle persone vaccinate per accedere ai servizi di ristorazione.
Proteste simili hanno avuto luogo a Belfast.

## Italia
Il governo italiano nel 2021 ha intensificato le misure per contrastare l'aumento del numero di contagi, adottando regole più severe per le attività interne. Dal 6 agosto 2021, alle persone era richiesto di mostrare la prova della vaccinazione, un risultato negativo del test o una prova di guarigione da COVID-19 per poter cenare al chiuso o entrare in musei, palestre e piscine, tra gli altri luoghi pubblici. Il presidente del Consiglio Mario Draghi ha dichiarato che tale obbligo non è arbitrario e che la riapertura impone il proseguimento dell'utilizzo della certificazione verde COVID-19, chiamata green pass da molti giornalisti italiani. L'obbligo di vaccinazione è entrato in vigore il 15 ottobre per alcune professioni come sanità, polizia e portuali.
Il 24 luglio 2021 migliaia di persone in Italia sono scese in piazza per opporsi alle politiche sanitarie del governo, poiché venivano introdotte norme più severe per contrastare un aumento dei casi. Questi si sono incontrati sulle reti sociali e, alle 17.30, si sono riversati nelle piazze di oltre 80 città italiane. Circa 3.000 persone si sono radunate a Roma per protestare contro quello che viene chiamata il "lasciapassare verde", secondo l'agenzia di stampa ANSA. A Milano, dove, secondo fonti della polizia, hanno sfilato 9.000 persone, uno striscione con la scritta "Tirate fuori le grandi aziende farmaceutiche dallo stato" hanno aperto il corteo. Manifestazioni si sono svolte anche a Torino e Napoli, secondo il quotidiano Corriere della Sera a Trieste sono state guidate da portuali.
Il 28 luglio si sono svolte in tutta Italia nuove manifestazioni contro la tessera sanitaria, in particolare a Roma, alcune su iniziativa del deputato Claudio Borghi, a fianco del Comitato libera scelta e di vari senatori e deputati italiani.
Il 29 luglio, nel Parlamento italiano, i rappresentanti eletti del partito politico nazionalista di destra Fratelli d'Italia scendono lungo le navate, sventolando cartelli "No green pass", interrompendo così la seduta parlamentare.
Il 25 settembre 2021, manifestazioni a Trieste in Veneto, Milano, Torino, contro Mario Draghi e chiedono la fine della certificazione verde. A Roma il vicecapo della polizia della città ha creato polemiche sostenendo la manifestazione di circa 100.000 persone e dichiarando al quotidiano La Repubblica: "Il Green Pass viola gli articoli della prima parte della Costituzione".
Nell'ottobre 2021, a Roma, le manifestazioni degenerarono sotto l'influenza di un partito politico che rappresentava meno dello 0,5% dell'elettorato. L'11 ottobre a Trieste 8000 persone manifestavano contro il lasciapassare sanitario.

## Malta
Il 24 luglio 2021, poche centinaia di persone si sono radunate nella capitale di Malta, La Valletta, per protestare contro le misure di restrizione sanitaria e cantare "nessun vaccino" e denunciando l'uso di un "vaccino sperimentale" sui bambini in particolare.

## Marocco
Alla fine di ottobre 2021, i manifestanti in diverse città del Marocco hanno denunciato la decisione, entrata in vigore il 21 ottobre, di richiedere la prova della vaccinazione contro il coronavirus per poter entrare nei loro luoghi di lavoro e nei luoghi pubblici.

## Monaco
Il 4 settembre 2021 centinaia di manifestanti hanno marciato a Monaco contro la tessera sanitaria e l'obbligo di vaccinazione per il personale infermieristico.

## Polonia
Una "marcia della libertà" si è svolta a Katowice il 7 agosto 2021, metropoli dell'Alta Slesia, per protestare contro l'idea della vaccinazione obbligatoria contro il Covid-19 e le proposte di misure vaccinali alla francese. Alcune persone si sono riferite alla fede cattolica affermando di non aver avuto paura della Variante Delta, poiché possedevano già l'Alfa e l'Omega.
Nell'ultimo anno, diversi sondaggi di opinione hanno dimostrato che i polacchi sono meno disposti a farsi vaccinare contro il coronavirus rispetto alle persone di altri paesi. Le organizzazioni nazionaliste sono state particolarmente attive nelle proteste contro il confinamento e i vaccini, compreso un gruppo in divisa che è entrato in un orfanotrofio per impedire che i bambini venissero vaccinati.

## Regno Unito
I manifestanti, contro le misure di contenimento del Regno Unito sui vaccini Covid e sui passaporti vaccinali, hanno tentato di invadere il centro commerciale Westfield a Londra il 29 maggio 2021, mentre altre centinaia si sono radunati in Parliament Square.
Molti tra la folla hanno affermato che la pandemia di COVID-19 fosse una bufala, mentre altri hanno protestato contro l'idea dei passaporti vaccinali.
Tra coloro che hanno preso parte alla protesta nel centro di Londra c'era la presentatrice televisiva Gillian McKeith, che si è espressa contro un "apartheid medica" e ha dichiarato che le misure di contenimento non funzionavano.
Su Twitter, alcuni hanno utilizzato l'hashtag #Covidiots per designare i manifestanti.
Il 24 luglio, i manifestanti anti-vaccini hanno tentato di prendere d'assalto un centro di test Covid a Manchester.
La polizia è stata costretta a sorvegliare il centro mentre gli attivisti sventolavano striscioni radunati all'esterno.
Migliaia di persone sono scese anche nel centro di Londra per manifestare contro il "Freedom Day" e i passaporti vaccinali.
Il giornalista Piers Morgan ha sbattuto i manifestanti su Twitter, pubblicando il video della manifestazione con la didascalia: "Abbiamo bisogno di un vaccino urgente contro questi idioti antivaccinisti".
Durante la settimana, Boris Johnson ha annunciato che i passaporti delle vaccinazioni sarebbero stati necessari per entrare in una discoteca a partire da settembre.
Il video catturato da un vlogger locale mostra i manifestanti di Official Voice, un gruppo che si descrive come "un forum collettivo di cercatori di verità che la pensano allo stesso modo", il tentativo di prendere d'assalto l'ex quartier generale della BBC, mentre la folla respinge un gran numero di ufficiali in una scaramuccia il 9 agosto 2021. Official Voice organizza da diverse settimane una campagna online contro la diffusione del vaccino contro la COVID-19 .
Secondo questo vlogger, sono particolarmente contrari all'idea dei passaporti dei vaccini e alla generalizzazione dei vaccini ai bambini. Il governo aveva annunciato la settimana precedente di consentire a tutte le persone di età pari o superiore a 16 anni di essere vaccinate, anche senza il consenso dei genitori.

## Russia
Il 26 giugno 2021, la polizia di Mosca ha arrestato almeno otto persone dopo una manifestazione organizzata dai comunisti per opporsi alla vaccinazione obbligatoria contro il COVID-19. La manifestazione ha richiamato diverse centinaia di persone. La polizia sarebbe intervenuta dopo la fine della manifestazione.
Sebbene la Russia abbia compiuto notevoli sforzi per ottenere l'autorizzazione all'immissione in commercio per il vaccino Sputnik V, in molti ambienti persistono dubbi al riguardo e la campagna di vaccinazione di massa del paese ha incontrato una considerevole esitazione sul vaccino.
In settimana il sindaco di Mosca, Sergej Semënovič Sobjanin, aveva dichiarato che la vaccinazione contro il COVID-19 sarebbe stata obbligatoria per il 60% di dipendenti nel commercio e nei servizi, nell'istruzione e nella sanità. Più di una dozzina di regioni russe hanno seguito l'esempio.
OVD-Info, un gruppo che monitora le proteste e gli arresti in Russia, ha affermato che gli otto detenuti includevano il leader della fazione del Partito Comunista nella Duma di Stato di Mosca Nikolaj Zubrilin e il membro del Fronte di Sinistra.
Il famoso attore Egor Beroev ha indossato una stella gialla a maggio durante una cerimonia di premiazione, parlando di "svegliarsi in un mondo in cui la (vaccinazione anti-COVID-19) è diventato un segno distintivo". Ha suscitato molte critiche, ma anche consensi.

## Svizzera
Sabato 23 ottobre 2021, circa 10.000 persone si sono radunate a Berna, Piazza federale, "per una manifestazione nazionale contro le misure anti-Covid", e contro il pass sanitario, su iniziativa di Aktionsbündnis Urkantone ("Alleanza dei cantoni primitivi") e l'associazione Freie Linke Svizzera (La sinistra libera della Svizzera). Sono stati pronunciati discorsi. Questo evento dovrebbe essere l'ultimo "prima del voto federale del 28 novembre sulla legge Covid“, che convalida i provvedimenti adottati dalla Confederazione.

## Thailandia
Il 7 agosto 2021, centinaia di manifestanti sono scesi nelle strade della Thailandia per chiedere riforme politiche e un cambiamento nel programma di vaccinazione del paese.
La polizia locale ha sparato gas lacrimogeni e proiettili di gomma contro i manifestanti, affermando di aver sfidato le restrizioni del governo sulla prevenzione della pandemia.
La gente dice che il governo è stato estremamente lento a lanciare i vaccini contro il coronavirus. Hanno anche chiesto al governo di iniziare a usare vaccini a RNA, come quelli di Pfizer e Moderna, piuttosto che il vaccino cinese Sinovac.
I manifestanti hanno anche chiesto le dimissioni del primo ministro thailandese Prayut Chan-o-cha, impopolare presso la maggioranza della popolazione locale.